# Seongnam FC
Seongnam FC (kor. 성남 FC), klub piłkarski z Korei Południowej, z miasta Seongnam (niedaleko stolicy Seul), występujący w K-League (1. liga).
Siedem razy wygrał mistrzostwo Korei Południowej (1993, 1994, 1995, 2001, 2002, 2003, 2006). W latach 1999, 2011 i 2014 wygrał Koreański FA Cup (główny puchar narodowy) a w 1996 i 2010 Ilhwa Chunma był mistrzem Azji.

## Sukcesy

### Domowe
- K League 1
  - mistrzostwo (7): 1993, 1994, 1995, 2001, 2002, 2003, 2006
  - wicemistrzostwo (3): 1992, 2007, 2009
- K League 2
  - wicemistrzostwo (1): 2018
- Puchar Korei Południowej
  - zwycięstwo (3): 1999, 2011, 2014
  - finał (3): 1997, 2000, 2009
- Puchar Ligi
  - zwycięstwo (3): 1992, 2002, 2004
  - finał (3): 1995, 2000, 2006
- Superpuchar Korei Południowej
  - zwycięstwo (1): 2002
  - finał (2): 2000, 2004

### Międzynarodowe
- Liga Mistrzów
  - zwycięstwo (2): 1996, 2010
  - finał (2): 1996/1997, 2004
- Superpuchar Azji
  - zwycięstwo (1): 1996
- Klubowe Mistrzostwa Świata
  - 4. miejsce (1): 2010

## Stadion
Domowe mecze klub rozgrywa na stadionie Tancheon Sports Complex, który może pomieścić 16146 widzów.

## Skład na sezon 2018
| Nr | Poz. | Piłkarz        |
| -- | ---- | -------------- |
| 1  | BR   | Kim Dong-jun   |
| 2  | OB   | Lee Si-young   |
| 3  | OB   | Choi Joon-gi   |
| 4  | OB   | Moon Ji-hwan   |
| 5  | OB   | Lim Chae-min   |
| 6  | PO   | Kim Jeong-hyun |
| 7  | NA   | Éder Luiz      |
| 8  | PO   | Joo Hyeon-woo  |
| 9  | NA   | Jung Sung-min  |
| 10 | PO   | Moon Sang-yun  |
| 11 | PO   | Seo Bo-min     |
| 13 | NA   | Kim Do-yeop    |
| 14 | OB   | Lee Hak-min    |
| 15 | OB   | Lee Ji-min     |
| 16 | PO   | Lee Seong-jae  |
| 17 | PO   | Oh Chang-hyeon |
| 18 | NA   | Lee Hyun-il    |
| 19 | PO   | Ko Byung-il    |

| Nr | Poz. | Piłkarz         |
| -- | ---- | --------------- |
| 20 | PO   | Yeon Je-woon    |
| 21 | BR   | Kim Keun-bae    |
| 22 | OB   | Kim Jae-bong    |
| 23 | NA   | Kim So-woong    |
| 24 | PO   | Park Jae-joon   |
| 25 | OB   | Cho Seong-wook  |
| 26 | OB   | Lee Da-won      |
| 27 | NA   | Lee Jeong-tae   |
| 28 | OB   | Yun Young-sun   |
| 29 | PO   | Olivier Bonnes  |
| 31 | BR   | Jeon Jong-hyuk  |
| 32 | PO   | Kim Min-hyeok   |
| 33 | PO   | Choi Byung-chan |
| 34 | OB   | Park Tae-min    |
| 35 | OB   | Jang Jun-young  |
| 37 | PO   | Lim Dae-joon    |
| 41 | BR   | Hwang In-jae    |